# Astragalus crenatus
Astragalus crenatus är en ärtväxtart som beskrevs av Schult.. Astragalus crenatus ingår i släktet vedlar, och familjen ärtväxter. Inga underarter finns listade i Catalogue of Life.